# Путилівка (Бахчисарайський район)
Пути́лівка (до 1945 року — Янджу, крим. Yancu) — село в Україні, у Бахчисарайському районі Автономної Республіки Крим. Підпорядковане Голубинській сільській раді. Розташоване на півдні району.

## Історія
За переписом 1897 року кількість мешканців зросла до 559 осіб (309 чоловічої статі та 250 — жіночої), з яких , всі — магометанської.